# Lophiostoma psychotriae
Lophiostoma psychotriae är en svampart som beskrevs av A.M.C. Tang, K.D. Hyde, K.M. Tsui & R.T. Corlett 2003. Lophiostoma psychotriae ingår i släktet Lophiostoma och familjen Lophiostomataceae.   Inga underarter finns listade i Catalogue of Life.